# Викториан и Фрументий
Викториа́н и Фруме́нтий со товарищи (погибли в 484 году) — мученики Гадруметские. День памяти — 23 марта.
Святые Викториан и Фрументий со товарищи были убиты в Гадрумете в 484 году вандалами-арианами. Акты их мученичества сообщают, что Гунерих, король вандалов, начал преследование духовенства и посвящённых дев в 480 году. К 484 году он стал преследовать также простых верующих. Викториан был благополучными жителем Гадрумета, которого Гунерих назначил проконсулом. Он верно служил своему властелину покуда тот не стал требовать со святого обратиться в арианское исповедание веры. Викториан отказался, был мучим и убит.
Римский мартиролог упоминает ещё четверых благополучных торговцев, которые были умучены в тот же день, что и Викториан. Двоих из них звали Фрументий, они были купцами из Карфагена. Два оставшихся были братьями из города Аква Регия, провинция Бизацена, убитыми в городе Табайя.